# Общин Василь Гаврилович
Василь Гаврилович Общин (1904 — ?) — радянський державний діяч, секретар Дніпропетровського обласного комітету КП(б)У, 1-й секретар Ворошиловського і Центрального районних комітетів КПУ міста Одеси.

## Життєпис
Член ВКП(б) з 1927 року.
До липня 1941 — завідувач організаційно-інструкторського відділу Дніпропетровського обласного комітету КП(б)У.
З липня 1941 по 1943 рік служив у Червоній армії на політичній роботі. З липня по серпень 1942 року перебував у складі оперативної групи Південного фронту, потім служив комісаром відділу укомплектування, уповноваженим оперативної групи при Військовій раді Північної групи Закавказького фронту. Учасник німецько-радянської війни.
У 1943—1944 роках — завідувач організаційно-інструкторського відділу Дніпропетровського обласного комітету КП(б)У, в.о. секретаря Дніпропетровського обласного комітету КП(б)У.
У квітні 1944 — листопаді 1948 року — завідувач організаційно-інструкторського відділу Одеського обласного комітету КП(б)У. У грудні 1948—1949 роках — завідувач відділу партійних, профспілкових і комсомольських органів Одеського обласного комітету КП(б)У.
У вересні 1949 — вересні 1952 року — слухач Київської Вищої партійної школи при ЦК КП(б)У.
У 1952—1959 роках — 1-й секретар Ворошиловського районного комітету КПУ міста Одеси; 1-й секретар Центрального районного комітету КПУ міста Одеси.
З 1959 року — на пенсії в місті Одесі.

## Звання
- батальйонний комісар

## Нагороди
- орден «Знак Пошани» (23.01.1948)
- ордени
- медаль «За відвагу» (2.01.1943)
- медаль «За оборону Кавказу» (1944)
- медалі